# Uscocchi

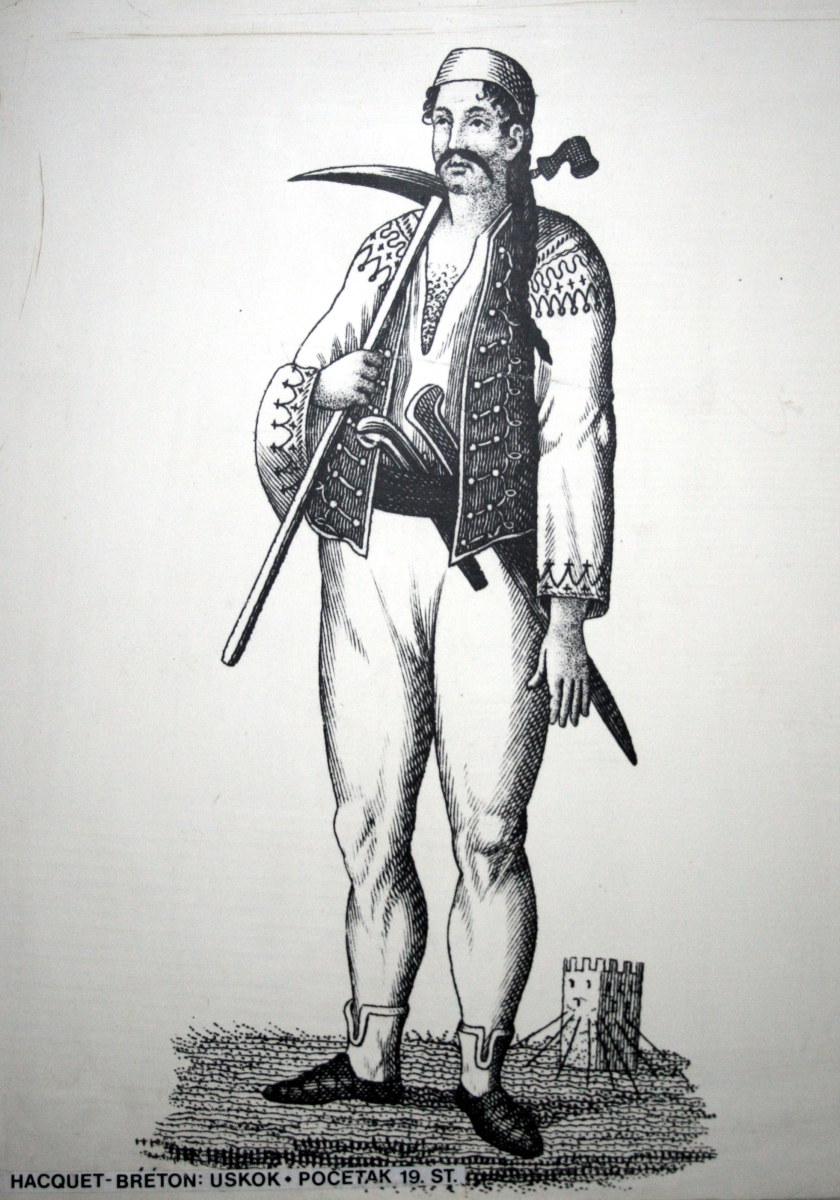
Un uscocco

Gli uscocchi (in croato uskoci) erano una popolazione costituita esclusivamente da cristiani cattolici, originariamente e prevalentemente dei Balcani riversatisi sulle coste del Mare Adriatico per sfuggire all'avanzata dell'Impero ottomano. Inizialmente famosi per le loro operazioni di feroce guerriglia contro i turchi, risolsero poi di dedicarsi alla pirateria: dal loro quartier generale a Segna, presso Quarnaro, organizzarono veloci spedizioni di saccheggio sia contro le rotte turche che contro la Repubblica di Venezia.

## Etimologia del nome
In lingua croata uskakati significa "saltar dentro", e da tale parola deriva uskok, "colui che salta dentro", riferito probabilmente al "salto" che gli slavi compivano emigrando verso l'Austria. O forse deriva semplicemente dal "saltare dentro" le navi, abbordare, assalire (lat. comp. di ad e salire, ovvero 'saltare'), riferito all'abitudine uscocca di assalire le navi e le città fortificate dell'Adriatico.

## Storia

### Origine degliUscocchi

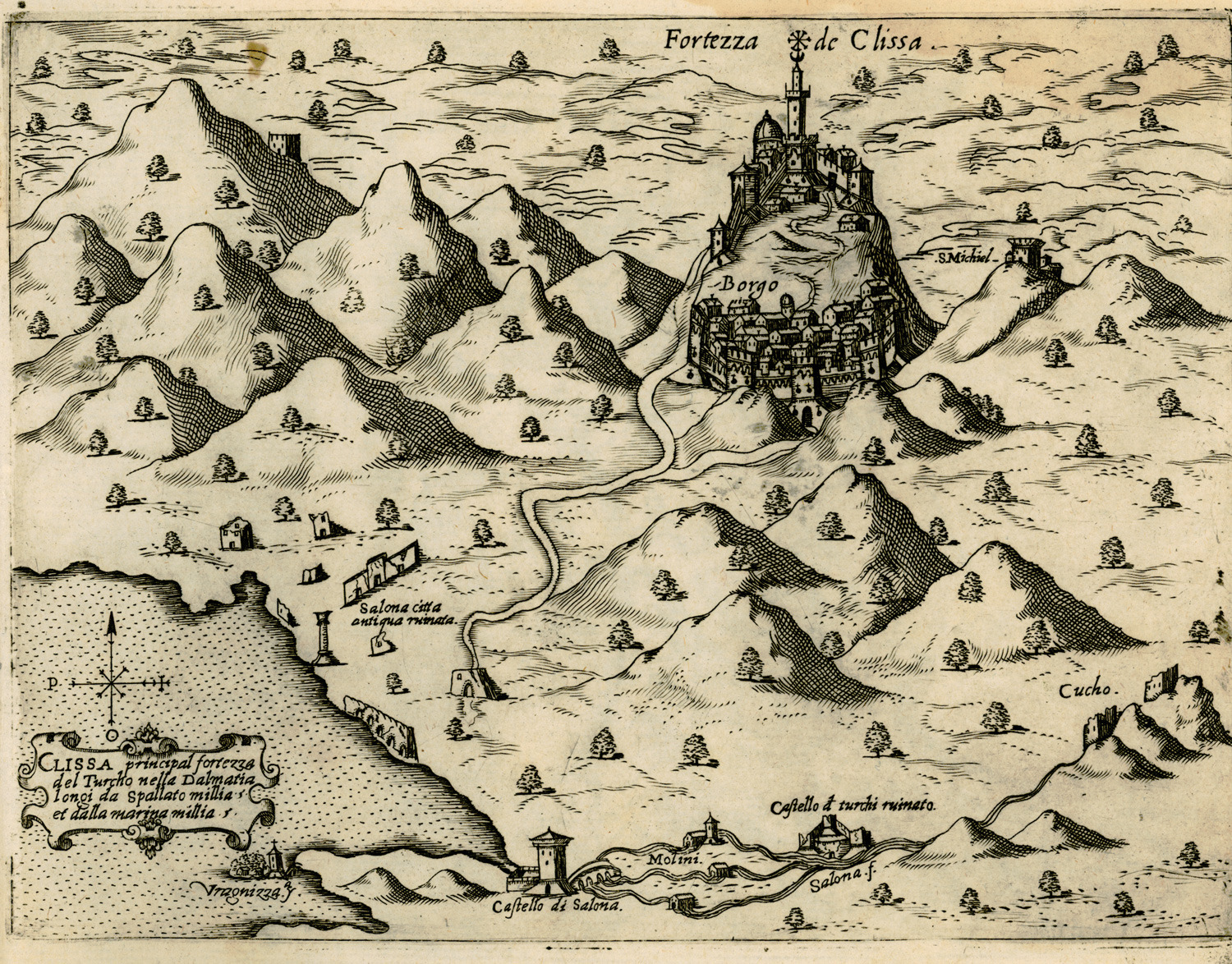
La fortezza di Clissa (XVI sec.)

I primi ranghi del popolo che sarebbe divenuto poi noto come Uscocchi vennero formati da Morlacchi i Croati in fuga dall'avanzata degli ottomani del sultano Bayezid II nei Balcani.
Da notare come gli uscocchi siano affini agli aiducchi, hajduci in serbo-croato; mentre i primi emigravano offrendo i propri servizi a potenze straniere, gli aiducchi erano fuorilegge che combattevano i Turchi rimanendo nei loro territori, spesso aiutati dalla popolazione locale ed acclamati ancora oggi come eroi popolari, usando le stesse tattiche di guerriglia degli uscocchi.
Un primo nucleo di guerrieri uscocchi, capitanati da Petar Kružić, si trincerarono nella fortezza di Clissa per sbarrare ai turchi la strada che dall'entroterra bosniaco portava alle coste croate. Bisognosi di appoggio, gli uscocchi, come il resto dei croati, accettarono il sovra-regno dell'Austria, riconoscendo Ferdinando I d'Asburgo come loro sovrano (1º gennaio 1527) in cambio di aiuti contro le forze di Istanbul.
Alla morte di Kružić, i suoi uomini risolsero di arrendersi ai turchi per avere salva la vita. Abbandonata Clissa (12 marzo 1537), gli uscocchi si spostarono a Segna, sulla costa croata, una roccaforte circondata da montagne, da foreste e da cale anguste navigabili solo con piccole imbarcazioni. Mentre i turchi organizzavano un proprio corpo di guerriglieri slavi da opporre agli uscocchi (i Martelossi di origine serbo-valacca), questi ultimi furono arruolati nel Sistema della Frontiera Militare Austriaca (stipendiati) ma spesso furono costretti, perché sfruttati e spesso non pagati, alle scorrerie in territorio turco in cerca di preda necessaria per il loro sostentamento. Agli "stipendiati", nominalmente a libro paga ma quasi mai retribuiti, negli ultimi decenni del secolo si aggiunse progressivamente un numero crescente di avventurieri (venturini) provenienti da tutte le regioni costiere dell'Adriatico e dall'interno dei Balcani.

### Guerre dei corsariuscocchi

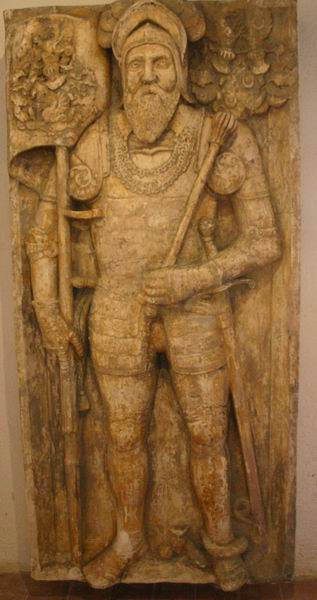
Lapide del condottiero uscocco Ivan Lenković, signore di Segna

A partire dal 1540 la questione degli uscocchi assurse all'interesse della cronaca internazionale. I saccheggi perpetrati dai corsari di Segna iniziarono infatti ad infastidire non solo i turchi, iniziali bersagli delle loro lotte, ma un po' tutte le grandi potenze che commerciavano nel Mediterraneo: per prima Venezia ma anche il Regno di Napoli, il Regno di Spagna e lo Stato Pontificio. Inizialmente gli uscocchi presero di mira solo le navi mussulmane, poi tutte quelle di sudditi turchi, quindi quelle di sudditi cristiani con armatori, o soci, o mercanti ebrei (molto comuni tra gli imprenditori anconetani, spesso in associazione con i cattolici di quella città), quindi quelle che trasportavano merci di generici non cattolici (per esempio greci ortodossi ed armeni sudditi della Serenissima, soprattutto dopo il 1540), passarono poi ad attaccare le navi delle potenze cattoliche in buoni rapporti con la corte ottomana (quindi per buona parte del XVI secolo Venezia e la Francia) o che avevano stretto dei rapporti di vassallaggio con la Sublime porta (come Ragusa di Dalmazia, che da metà Cinquecento attivò numerose campagne contro gli Uscocchi, esponendo le teste decapitate di chi catturava su una delle porte della città). Alla fine saccheggiarono navi più come pirati che come corsari e guerrieri religiosi, fermo restando un certo grado di "guerra santa" percepita. In pratica, infatti, si dipingevano come paladini della causa cristiana (cattolica) contro i turchi, sovente in lotta anche contro gli ortodossi, specie se sudditi turchi o veneziani. Questa loro idea di crociata "autogestita" si radicò notevolmente nella mentalità uscocca, con tanto di immagini sacre e miracolose della Vergine Maria (la Madonna di Žumberak è la diretta discendente di questa forma di culto), mentre alcuni sacerdoti cattolici parteciparono alle spedizioni corsare degli uscocchi. Inoltre diversi venturieri cristiano cattolici, anche non di ascendenza croata, si unirono ai saccheggi degli uscocchi nel corso della seconda metà del XVI secolo, unendo la ricerca di bottino alla lotta per la fede, o, quantomeno, usando questo pretesto.
La marineria uscocca era formata da poche e piccole barche, in genere scialuppe a remi, o feluchine a remi e vela, abbastanza piccole per essere portate a terra (anche perché il porto di Segna era piccolo e esposto ai venti, e quindi le barche dovevano essere portate in secco), erano però molto manovrabili, dal pescaggio ridotto e quindi molto adatte al combattimento sottocosta. Non disponevano che di pochissimi pezzi d'artiglieria ed anche di questi non sempre. Contavano su numerose armi da fuoco di piccolo calibro, anche di buona qualità, sia di provenienza occidentale e balcanica, che turca, come archi e frecce ed armi da taglio (spade "schiavone", alabarde ecc. ma anche di tipo turco e balcanico). Indossavano vistosi mantelli e gilet rossi, con altrettanto vistosi berretti porpora o neri, di foggia vagamente ungherese. Non mancavano però, specie all'inizio del '500, armature e cotte di maglia, sia di tipo occidentale che da spahi turco.
Gli uscocchi svilupparono un proprio codice d'onore, basato sull'esibizione del coraggio, sulla fedeltà al gruppo ed ai suoi capi, sulla difesa della fede cattolica e l'odio verso gli "infedeli", con una sorta di ripugnanza verso i "vigliacchi" e le persone che non sapevano affrontare il nemico in battaglia (un codice d'onore antagonistico, che mal considerava i mercanti veneziani, ragusani ed anconetani, ben disposti a commerciare con gli "infedeli"). Questo codice permeava la loro società, penetrando in tutti i ceti della regione di Segna e venendo insegnato sin da bambini.
Nel 1540 Venezia iniziò a fornire una scorta armata ai mercantili turchi in viaggio nell'Adriatico. La risposta degli uscocchi all'intromissione veneta nel loro "terreno di caccia" fu il saccheggio delle isole adriatiche controllate dai veneziani: Veglia, Arbe e Pago. Decisa a chiudere la questione in modo rapido, la Serenissima chiese l'aiuto dell'Austria, nominalmente sovrana degli uscocchi, ma parve subito chiaro che gli Asburgo non erano intenzionati a rinunciare al prezioso appoggio dei pirati adriatici per la lotta contro la Sublime porta.
Nel 1577 Venezia intensificò le sue operazioni di polizia nell'Adriatico: nuove ciurme di fanteria, reclutate in Albania, sostituirono gli equipaggi originari della Dalmazia.
Nel 1592 un esercito turco al comando di Telli Hasan Pasha attaccò la Croazia, saccheggiando e distruggendo diversi insediamenti uscocchi. L'esito della Battaglia di Sisak, che segnò l'inizio della Lunga Guerra voluta dall'imperatore Rodolfo II d'Asburgo, sedò però rapidamente dagli uscocchi i crimini del sultano Murad III.
Nel 1602 gli uscocchi misero al sacco l'Istria. Venezia e gli Asburgo trovarono questa volta un accordo, inviando una forza di repressione a Segna che sembrò, inizialmente, capace di risolvere la situazione salvo poi doversi ritirare con un nulla di fatto.
Nel 1615 le azioni degli uscocchi furono il pretesto per lo scoppio della Guerra di Gradisca (1616-1617) tra Venezia e l'Austria, finché, per effetto del Trattato di Madrid stipulato nel 1617 le famiglie superstiti degli uscocchi vennero trasferite nell'interno (vicino a Karlovac e nei cosiddetti "Monti degli Uscocchi"), vicino al confine tra la Croazia e la Carniola e le loro navi bruciate.

## Uscocchi famosi
- Petar Kružić
- Ivan Lenković
- Nikola Jurišić
- Stojan Janković
- Janko Mitrović
- Elia Peraizza
- Ivo Senjanin

## Nella cultura di massa

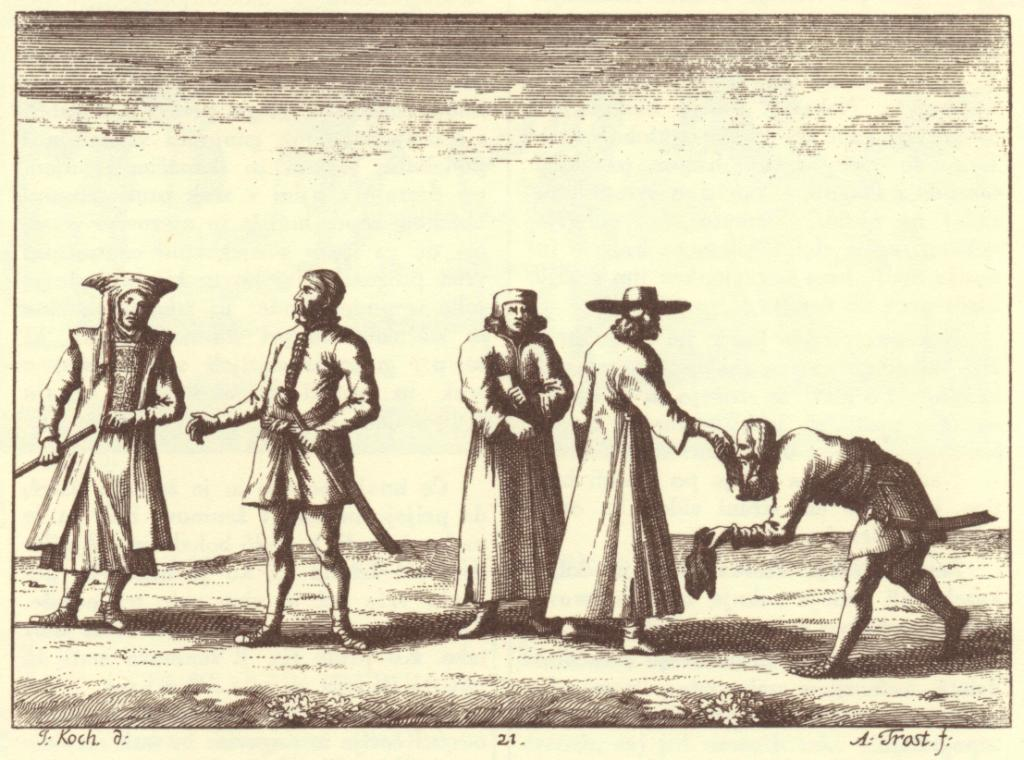
Uscocchi della Carniola nelle incisioni di Janez Vajkard Valvasor (1689)

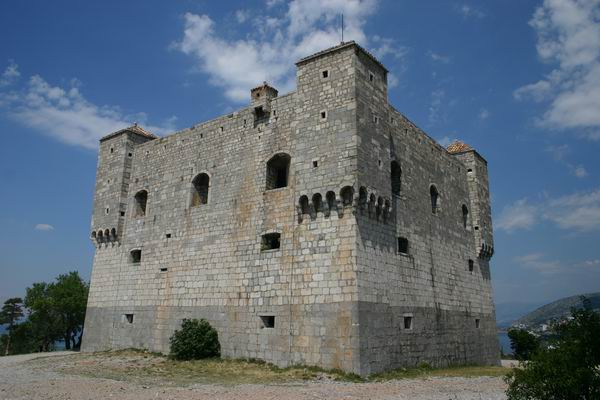
La Fortezza di Nehaj, a Segna, voluta da Ivan Lenković.

Il ricordo degli Uscocchi sopravvive in molte manifestazioni di cultura popolare dell'Adriatico orientale. Un tipico esempio lo si poteva osservare di frequente fino a non molti anni fa al Villaggio del Pescatore, nel comune di Duino Aurisina (TS), area sensibile alle invasioni dei corsari durante tutto il XVI secolo: nelle notti più serene, al sorgere di Betelgeuse, si esorcizzava l'arrivo dei pirati (evidentemente artefici di una notevole razzia proprio in concomitanza col sorgere dell'astro di Orione) accendendo quattro grandi torce, che venivano portate per le strade del paese urlando proprio il nome dei corsari di Segna. Come molte tradizioni popolari anche questa è andata in disuso; tuttavia ancora oggi è possibile sentire urlare il nome degli Uscocchi in sporadiche occasioni, anche se le luci delle torce sono state sostituite da quelle dei fari delle automobili o delle pile elettriche.
Durante l'impresa di Fiume, Gabriele D'Annunzio inquadrò alcuni dei suoi uomini in veloci unità navali. Esse garantivano rifornimenti ai legionari di Ronchi (poi Ronchi dei Legionari) con azioni di razzia verso il naviglio straniero che incappava nelle loro incursioni. La fine cultura adriatica, vanto di D'Annunzio, battezzò anche questi uomini uscocchi, in ossequio ad una continuità ideale con i romantici corsari d'altri tempi.
tutta a nozze di corsaro.
Eia, mirto del Quarnaro!
Eia Eia Alalà!»
(da La canzone del Quarnaro di Gabriele D'Annunzio)
 Alle gesta di questi personaggi lo scrittore Yambo dedicò nel 1939 il romanzo Santa pirateria. Avventure al tempo delle gesta di Fiume.